# Tung, Lạc Dương
Tung (chữ Hán giản thể: 嵩县, âm Hán Việt: Tung huyện) là một huyện thuộc địa cấp thị Lạc Dương, tỉnh Hà Nam, Cộng hòa Nhân dân Trung Hoa. Huyện Tung có diện tích 3009 km², dân số 520.000 người. Mã số bưu chính của huyện Tung là 471400 Đây là quê hương của Trình Hạo và Trình Di. Làng Trình Hạo và Trình Di là di tích lịch sử của Trung Quốc.